# آني بيل
آني بيل (بالفرنسية: Annie Belle)‏ هي كاتبة سيناريو وعاملة إجتماعية وممثلة فرنسية، ولدت في 10 ديسمبر 1956 بباريس في فرنسا.

## وصلات خارجية
- آني بيل على موقع IMDb (الإنجليزية)
- آني بيل على موقع روتن توميتوز (الإنجليزية)
- آني بيل على موقع أول موفي (الإنجليزية)
- آني بيل على موقع قاعدة بيانات الفيلم (الإنجليزية)